# Jorge Enrique Mora
Jorge Enrique Mora Rangel (Cúcuta, 22 de noviembre de 1945) es un militar y oficial retirado colombiano. Fue comandante general de las Fuerzas Militares, entre 2002 y 2003.

## Biografía

### Carrera militar
Nació en Cúcuta en 1945. Ingresó a la Escuela Militar de Cadetes en 1964, lo cual marcó el inicio de una larga carrera militar que se prolongó por 42 años y llegó hasta ser comandante general de las Fuerzas Militares. En 1968, Mora se graduó de la Escuela Militar y luego continuó sus estudios en Estados Unidos donde atendió al curso avanzado de Oficial de Infantería en Fort Benning, Georgia.
La mayor parte de su carrera transcurrió en el centro del país. Fue comandante del Batallón Aerotransportado Serviez en 1982 (ubicado en la base aérea de Apiay, en el Meta), comandante del batallón Colombia N°28 y comandante de la Escuela de Infantería en Bogotá y Jefe de Operaciones del Ejército Nacional, cargo en el que estaba en 1991 cuando fue llamado a hacer el curso de ascenso a General. 
Como general quedó a cargo de la Dirección de la Brigada Móvil no. 1, un cuerpo de élite de ese momento (en el país solo había dos brigadas móviles) y que estaba ubicada en Granada (Meta), una zona de conflicto, relativamente cerca a zonas de influencia de las FARC-EP como La Uribe (Meta). Eso impulsó su perfil contraguerrillero: al asumir el mando dijo que su misión principal era capturar o dar de baja a Manuel Marulanda 'Tirofijo' y elogió la Brigada que venía de comandar que a su juicio estaba capacitada y deseosa de "acabar con el secretariado de las FARC-EP".
En ese cargo sufrió un accidente aéreo, en octubre de 1993 fue nombrado comandante del Comando de Operaciones Especiales de Contraguerrilla donde sus posiciones duras contra la guerrilla lo hicieron merecedor de un gran respeto entre las fuerzas militares. Ya entonces hablaba de las relaciones entre las FARC-EP y la cocaína. En 1994 pasó a comandar la IV Brigada, que queda en Medellín, y desde allí tuvo que manejar una difícil situación del conflicto, especialmente en el Valle de Aburrá, donde operaban milicias guerrilleras, y el suroriente del departamento. Urabá, que también era una zona violenta, no estaba bajo su mando: allí quedaba la Brigada XVII cuyo comandante era el entonces cuestionado General Rito Alejo del Río, vinculado con paramilitares. En ese año coincidió con Álvaro Uribe Vélez, como gobernador de Antioquia.
De Medellín pasó, a fines de 1995, a ser jefe de operaciones del Comando General de las Fuerzas Militares, un cargo más cercano a las cúpulas de poder en Bogotá. Con Juan Carlos Esguerra como Ministro de Defensa, tras unos breves meses pasó a dirigir la Escuela Superior de Guerra, donde reemplazó al general Manuel José Bonnet, pero de nuevo pocos meses después fue nombrado comandante de la V División, con sede en Bogotá. En la Quinta División del Ejército Nacional, donde reemplazó al general Fernando Tapias, anuncio fue la creación de Convivir en Cundinamarca y esperaba tener una por municipio. Su principal reto era evitar la estrategia de las FARC-EP de rodear Bogotá y para ello debía trabajar con el general Bonnet, comandante del Ejército, y con el general Euclides Sánchez, que estaba bajo su mando y a cargo de la Brigada XIII.
A principios de 1997 dirigió las sonadas operaciones contra las FARC-EP en San Juanito (Meta), y luego fue ratificado en el puesto, pero a la Brigada XIII llegó el general Del Río. Allí le tocó la más sonada de todas las "pescas milagrosas de las FARC-EP, la que hizo "Romaña" en la carretera entre Bogotá y Villavicencio a fines de marzo de 1998, y luego enfrentó críticas por los allanamientos que hizo la Brigada XII tras un atentado contra el general retirado Fernando Landazábal. 

#### Comandante del Ejército Nacional
Su gran salto vino poco después, con la llegada del gobierno de Andrés Pastrana y su primer ministro de Defensa, Rodrigo Lloreda. Cambiaron la cúpula militar, buscando una nueva estrategia contra las FARC-EP, la recuperación de la moral (en los meses anteriores la guerrilla había dado fuertes golpes como los de Las Delicias o Patascoy) y menos problemas de Derechos Humanos. Mora llegó a la comandancia del Ejército con una hoja de vida limpia y fama de estratega, tropero y experto en operaciones.
Como comandante del Ejército entre 1998 y 2002 fue testigo de la zona distensión otorgada por el gobierno a las FARC-EP y del fallido proceso de paz de El Caguán. Desde este cargo, denunció los abusos de la guerrilla en los 42 mil kilómetros despejados y fue uno de los grandes opositores a las propuestas de canje de secuestrados por guerrilleros presos. pero también tuvo que enfrentar derrotas como las de Bojayá, Toribío o Dolores (Tolima). Tras el fracaso del Caguán, Mora Rangel fue el hombre clave de la continuación de la reestructuración interna y la modernización de las fuerzas militares, que había empezado ya el gobierno Pastrana con el Plan Colombia. Con Mora como comandante del Ejército éste pasó de tener alrededor de 125 mil a 155 mil hombres.

#### Comandante de las Fuerzas Militares
Álvaro Uribe lo nombró comandante de las Fuerzas Militares en reemplazo del general Tapias, y su comandante en el Ejército fue el general Carlos Ospina, quien venía de ser jefe de operaciones del Ejército. Mora se posesionó al tiempo con Marta Lucía Ramírez en el Ministerio de Defensa. En ese proceso, encabezó el aumento del pie de fuerza y el cambio de estrategia para enfrentar el conflicto. Sus posiciones contra la guerrilla se endurecieron y con la llegada de Uribe al poder en el año 2002 fue nombrado comandante general de las Fuerzas Militares.
Además de continuar con el crecimiento de las Fuerzas Militares (que solo entre 2002 y 2003 aumentaron su pie de fuerza en 30 mil hombres, más del 10 por ciento), su principal logro fue la ejecución de la primera fase del Plan Patriota, que se convirtió en la pieza clave de la recién creada Seguridad Democrática y que consistía en eliminar cualquier presencia guerrillera de las carreteras y las zonas urbanas, y luego atacar su retaguardia en el Meta, el Caquetá y Putumayo. Ese plan tuvo como principal éxito haber sacado a las FARC-EP de Cundinamarca y haberle puesto fin a su anillo alrededor de Bogotá.
En noviembre de 2003, tras la abrupta salida de Ramírez del ministerio, Mora presentó su carta de renuncia, poniendo fin a 42 años de servicio activo en el ejército.

### Después del retiro
En marzo de 2004 Uribe lo nombró embajador ante Corea del Sur y tras su regreso a Colombia en el 2006, el gobernador Andrés González lo designó Alto Consejero para la Seguridad de la Gobernación de Cundinamarca. En 2012, el inicio de las negociaciones de paz entre el gobierno de Juan Manuel Santos y las FARC-EP lo sacaron de nuevo a la luz pública al ser nombrado por el gobierno como negociador, lo que le dio a los militares representación en los diálogos de La Habana (Cuba). Su nombramiento fue ampliamente respaldado por las Fuerzas Militares pues fue considerado como el hombre más capaz para representar los intereses de esta institución. A pesar de las críticas del expresidente Pastrana por la designación (debido a las denuncias que presentó siendo comandante del Ejército Nacional de los abusos cometidos por los guerrilleros en el proceso de paz del Caguán), su presencia en La Habana fue una señal de que en esta negociación de paz no se repetirán los errores de El Caguán.
En 2019 tuvo una polémica con Roy Barreras por su papel cuando fueron negociadores en los Acuerdos de Paz con las FARC-EP. A pesar de haber sido parte de la mesa de negociación de los acuerdos de paz ha sido crítico de los mismos en varias ocasiones.